# Vojtěch Spurný
Vojtěch Spurný (* 1964) je český hudebník.
Studoval na Pražskou konzervatoř (obory flétna a klavír), Hudební fakultu AMU v Praze (operní režie, dirigování, cembalo) a na Vysoké škole v Utrechtu (cembalo a provozovací praxe staré hudby). Dále se vzdělával u významných interpretů: Helmut Rilling, Johann Sonnleitner a Kenneth Gilbert. Je bratrem Tomáše Spurného.
V letech 1999 až 2004 byl stálým dirigentem Státní opery Praha. V sezóně 2002–2003 zde zastával funkci uměleckého šéfa a dnes je stálým hostujícím dirigentem. Od roku 1999 trvale spolupracuje s Českou komorní filharmonií a od roku 2003 je jejím hlavním dirigentem. Je stálým hostujícím dirigentem Jihočeské komorní filharmonie. Od sezóny 2015/2016 působí jako šéfdirigent ve Filharmonii Bohuslava Martinů ve Zlíně.
Věnuje se i koncertní činnosti - jako hráč na historické klávesové nástroje (klavichord, cembalo) i čtvrttónový klavír. Působí jako umělecký vedoucí souboru barokních nástrojů Musica Salutaris. Pravidelně spolupracuje s Dagmar Peckovou. Od roku 1991 každoročně vyučuje na mistrovských kursech Ticino Musica ve Švýcarsku. Působí i jako pedagog na Církevní Konzervatoři Německého řádu v Opavě, kde vyučuje hru na cembalo a klavír.